# Rorichum
Rorichum is een dorp in het Landkreis Leer in de Duitse deelstaat Nedersaksen. Het dorp ligt 10 kilometer ten oosten van de stad Emden en is onderdeel van de gemeente Moormerland.
Rorichum, wellicht een afleiding van Roderik's heem, komt al voor als Rarughem in registers van het klooster Werden uit het begin van de elfde eeuw. Middelpunt van het kleine warftdorp is de Nicolaaskerk met vrijstaande klokkentoren uit de veertiende eeuw.
Een calvinistische theoloog en dichter van epigrammen, Bernardus Nicaes Ancumanus, Duits: Berend Sieger, werd rond 1590 in Rorichum geboren. (hij overleed in 1666 in Tergast.) Hij is bekend omdat hij in 1638 een kwalitatief goede vertaling in het Nederduits heeft geschreven van het werk van zijn Engelse collega en religieus geestverwant, John Owen, en van Petrus Molinaeus.
Bij Rorichum is, zoals ook op veel andere aan het water gelegen locaties in Oost-Friesland, een Paddel&Pedal-station aangelegd. Toeristen kunnen hier een kano of een fiets huren, en zo van het ene op het andere vervoermiddel overstappen.